# 權藤公平
權藤公平（日语：／ Gondo Kohei，1991年12月27日—），日本男子羽毛球運動員，亦為現役日本國家羽毛球隊（A隊）成員。熊本縣出生，畢業於八代第二中学校、八代東高校及日本体育大学，2014年起加入Tonami運輸株式會社，現隸屬於本社的物品販賣事業部，並為該社的羽毛球隊成員，隊員編號7號。

## 簡歷
2013年11月，權藤公平出戰美國羽毛球國際賽，與渡邊達哉合作打進男子雙打準決賽。
2014年10月，權藤公平與福万尚子出戰美國羽毛球國際賽，在混雙準决赛以1比2（24-26、22-20、18-21）不敌加拿大的吳駿義/亚历山德拉·布鲁斯。
2016年3月，權藤公平與渡邊達哉出戰波蘭羽毛球公開賽，在男雙準决赛以0比2（12-21、15-21）不敌印尼的哈迪安托/凯纳斯·阿迪·哈迪安托。
2017年4月，權藤公平與渡邊達哉出戰芬蘭羽毛球公開賽，在男雙决赛以0比2（16-21、16-21）不敌赛会5号种子、中華台北的廖敏竣/蘇敬恒，赢得亚軍。接着7月，他與新搭档的永原和可那出戰加拿大羽毛球大獎賽，在混雙準决赛以1比2（21-15、10-21、10-21）不敌韩国新老组合的金元昊/申昇瓚。同期7月，他继续與永原和可那出戰美國羽毛球黃金大獎賽，在混雙準决赛以0比2（13-21、13-21）直落二局不敌韩国新老组合的徐承宰/金荷娜。
2018年7月，權藤公平與栗原文音出戰秋田羽毛球大師賽，在混双决赛以2比1（21-9、21-23、21-17）击败了印尼强档的阿尔弗兰·埃科·普拉塞特亚/安延利卡·維拉達瑪，赢得超級100賽混双冠军。同年8月，他與栗原文音出戰越南羽毛球公開賽，在混双準决赛以1比2（21-19、16-21、18-21）不敌印尼强档的阿尔弗兰·埃科·普拉塞特亚/马尔什埃拉·吉斯卡·伊斯拉米。同期8月，他與栗原文音出戰西班牙羽毛球大師賽，在混双準决赛以0比2（17-21、16-21）不敌赛会头号种子、英格兰强档的马库斯·埃利斯/劳伦·史密斯。同年9月，他與栗原文音出戰南澳洲羽毛球國際賽，在混双决赛以0比2（20-22、18-21）不敌新加坡强档的许永凯/普特里·萨里·戴维·西特拉，赢得亚军。同年10月，他與栗原文音出戰印尼羽毛球國際挑戰賽，在混双决赛以2比0（21-17、23-21）击败了赛会6号种子、印尼强档的阿德南·毛拉纳/谢拉·德维·奥莉亚，赢得國際挑戰賽混双冠军。同年12月，他與栗原文音出戰美國羽毛球國際挑戰賽，在混双决赛以2比0（21-7、21-16）击败了泰国强档的Natchanon Tulamok/纳查·盛触，赢得國際挑戰賽混双冠军。

## 主要比賽成績
只列出曾進入準決賽的國際賽事成績：
| 年份   | 賽事                     | 公開賽級別 | 項目     | 拍檔       | 成績   |
| ------ | ------------------------ | ---------- | -------- | ---------- | ------ |
| 2013年 | 美國羽毛球國際賽         | 國際挑戰賽 | 男子雙打 | 渡邊達哉   | 準決賽 |
| 2014年 | 美國羽毛球國際賽         | 國際挑戰賽 | 混合雙打 | 福万尚子   | 準決賽 |
| 2016年 | 波蘭羽毛球公開賽         | 國際挑戰賽 | 男子雙打 | 渡邊達哉   | 準決賽 |
| 2017年 | 大阪羽毛球國際挑戰賽     | 國際挑戰賽 | 男子雙打 | 渡邊達哉   | 準決賽 |
| 2017年 | 芬蘭羽毛球公開賽         | 國際挑戰賽 | 男子雙打 | 渡邊達哉   | 亞軍   |
| 2017年 | 加拿大羽毛球大獎賽       | 大獎賽     | 混合雙打 | 永原和可那 | 準決賽 |
| 2017年 | 美國羽毛球黃金大獎賽     | 黃金大獎賽 | 混合雙打 | 永原和可那 | 準決賽 |
| 2018年 | 秋田羽毛球大師賽         | 超級100賽  | 混合雙打 | 栗原文音   | 冠軍   |
| 2018年 | 越南羽毛球公開賽         | 超級100賽  | 混合雙打 | 栗原文音   | 準決賽 |
| 2018年 | 西班牙羽毛球大師賽       | 超級300賽  | 混合雙打 | 栗原文音   | 準決賽 |
| 2018年 | 南澳洲羽毛球國際賽       | 國際挑戰賽 | 混合雙打 | 栗原文音   | 亞軍   |
| 2018年 | 印尼羽毛球國際挑戰賽     | 國際挑戰賽 | 混合雙打 | 栗原文音   | 冠軍   |
| 2018年 | 美國羽毛球國際挑戰賽     | 國際挑戰賽 | 混合雙打 | 栗原文音   | 冠軍   |
| 2019年 | 亞洲羽毛球混合團體錦標賽 | 其他       | 混合團體 | －         | 亞軍   |

| 2007-2017年 | 首要超級賽 | 超級賽 | 黃金大獎賽 | 大獎賽 | 國際挑戰賽 | 國際系列賽 | 未來系列賽 | 其他 |

| 2018-2026年 | 總決賽 | 超級1000賽 | 超級750賽 | 超級500賽 | 超級300賽 | 超級100賽 | 國際挑戰賽 | 國際系列賽 | 未來系列賽 | 其他 |

### 奧運會和世錦賽參賽紀錄
|          | 搭檔     | 2019 |
| -------- | -------- | ---- |
| 混合雙打 | 栗原文音 | 48強 |